# 鍛冶町 (弘前市)
鍛冶町（かじまち）は、江戸期から現在にかけての青森県弘前市の地名。郵便番号は036-8192。2017年6月1日現在の人口は20人、世帯数は10世帯。

## 地理
弘前の中心繁華街で、北は親方町、東は新鍛冶町、南は桶屋町、西は本町に接する。

## 歴史

### 職人町から中心繁華街へ
- 1952年（昭和27年） - 弘南鉄道大鰐線中央弘前駅の位置する吉野町が近く、中央弘前が開業すると、それまで鍛冶職人が多くいた職人町から、近隣の新鍛冶町・桶屋町とともに東北地方有数の繁華街・歓楽街に発展。
- 鍛冶町地区は中心繁華街における文化・交流の面的空間の再生に向けて、弘前れんが倉庫美術館(吉野町地区)と共に、弘前市の中心市街地活性化ビジョンで「文化交流エリア」にゾーニング。現在では、官民連携によるエリア一体で行う各ハード整備事業やソフト事業の実践による活性化が進められている。

### 沿革
- 江戸期 - 鍛冶町となる。
- 1868年（明治元年） - 弘前を冠称。
- 1889年（明治22年） - 弘前市に所属。

### 地名の由来
昔町内に鍛冶職人が多くいたことから。

## 施設
- 明治屋会館
- 城東閣(地域文化資源活用空間創出目的施設)

この他にも、食を中心とした多くの文化交流商業施設がある。

## 小・中学校の学区
市立小・中学校に通う場合、学区は以下の通りとなる。
| 大字   | 番・番地 | 小学校             | 中学校             |
| ------ | -------- | ------------------ | ------------------ |
| 鍛冶町 | 全域     | 弘前市立大成小学校 | 弘前市立第三中学校 |

## 交通
- 弘南バス
  - 本町（土手町循環100円バス、他）停留所。
- 弘南鉄道大鰐線
  - 中央弘前駅